# グリーンバンク (ウェストバージニア州)
グリーンバンク（英語: Green Bank）は、アメリカ合衆国ウェストバージニア州ポカホンタス郡にある国勢調査指定地域(CDP)である。アレゲーニー山脈の中のポトマック高地に位置する。
グリーンバンクはウェストバージニア州道28号に沿って位置している。グリーンバンクにはグリーンバンク望遠鏡があり、スノーシュー・マウンテン・リゾートが近くにある。2010年国勢調査によれば、人口は143人である。
町の名前は、元々町がグリーン川の川岸(green river bank)にあったことに由来する。

## ナショナル・レディオ・クワイエット・ゾーン
グリーンバンクはナショナル・レディオ・クワイエット・ゾーン内に位置している。これは、電波の送信が法律によって大きく制限されている区域である。この規制は、特殊な機器を用いて不正な電化製品などからの電波を検出する「電波警察官」(radio policeman)によって実施される。グリーンバンクには、世界最大の完全可動式電波望遠鏡であるグリーンバンク望遠鏡がある。この電波望遠鏡はアメリカ国立電波天文台(NRAO)によって運営されていたが、2016年10月1日以降はNRAOの管轄を離れて民間団体のグリーンバンク天文台によって運営されている。1961年、フランク・ドレイクが銀河系内の検出可能な地球外文明の総数を推定するドレイクの方程式を発表したのは、グリーンバンクにおいてだった。
グリーンバンクはクワイエット・ゾーンに位置しているため、電磁波過敏症の症状に悩む人々が、グリーンバンクの近くに移り住んでいる。携帯電話からの電波から逃れられるというのが、それらの人々がグリーンバンクへ移住する主な理由である。2013年現在、推定で36人が電磁波過敏症の影響を回避するためにグリーンバンクに移った。移住民はそれぞれ、移住前に発症していたWiFi回線付近での吐き気・片頭痛・不整脈などの症状が解消されたと述べている。

## 著名な住人
- ブルース・ボスリー（英語版） - サンフランシスコ・フォーティナイナーズで4回オール・プロ（英語版）となったアメリカンフットボール選手。グリーンバンク高校（現在廃止）でランニングバックだった。